# Aziz (nome)
Aziz è un nome proprio di persona maschile usato in diverse lingue, tra cui arabo, turco, persiano, urdu, uzbeko, kirghiso e tagico; in alfabeto arabo è scritto عزيز (traslitterato anche 'Aziz), in alfabeto persiano عزیز, e in alfabeto cirillico Азиз.

## Varianti
Femminili
- Arabo: عزيزة (Aziza, Azizah)[2][3]
- Kirghiso: Азиза (Aziza)[3]
- Turco: Azize[3]
- Usbeko: Aziza[3]

### Varianti in altre lingue
- Azero: Əziz[1]
  - Femminili: Əzizə
- Turkmeno: Eziz[1]

## Origine e diffusione
Deriva dal verbo arabo عزّ ('azza, "essere potente", "essere adorato"), e il suo significato può essere interpretato in vari modi, fra cui "potente", "forte", "illustre", "rispettato", "amato", "caro", "prezioso". Nella tradizione islamica, العزيز (al-'Aziz) è uno dei 99 nomi di Allah.

## Persone
- Aziz Abazah, poeta egiziano

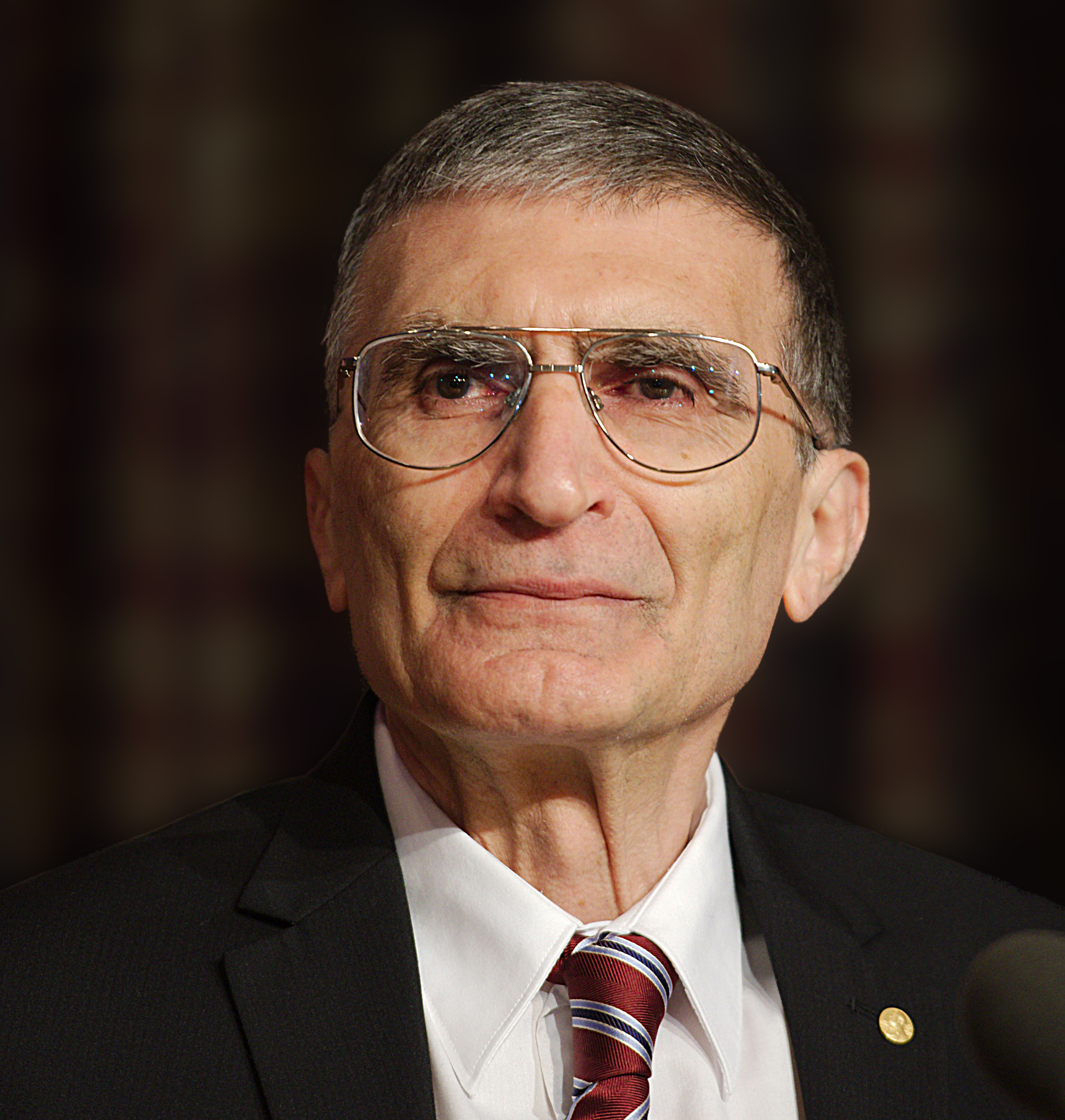
Aziz Sancar

- Aziz Akhennouch, imprenditore e politico marocchino
- Aziz Ansari, attore, sceneggiatore e comico statunitense
- Aziz Ibragimov, calciatore uzbeko
- Aziz Mirza, regista, sceneggiatore e produttore cinematografico indiano
- Aziz Sancar, scienziato turco naturalizzato statunitense

### Varianti femminili
- Aziza Amir, attrice e produttrice cinematografica egiziana
- Əzizə Mustafazadə, cantante, pianista e compositrice azera
- Aziza Sbaity, velocista libanese
- Azize Tanrıkulu, taekwondoka turca